# مات زمليا

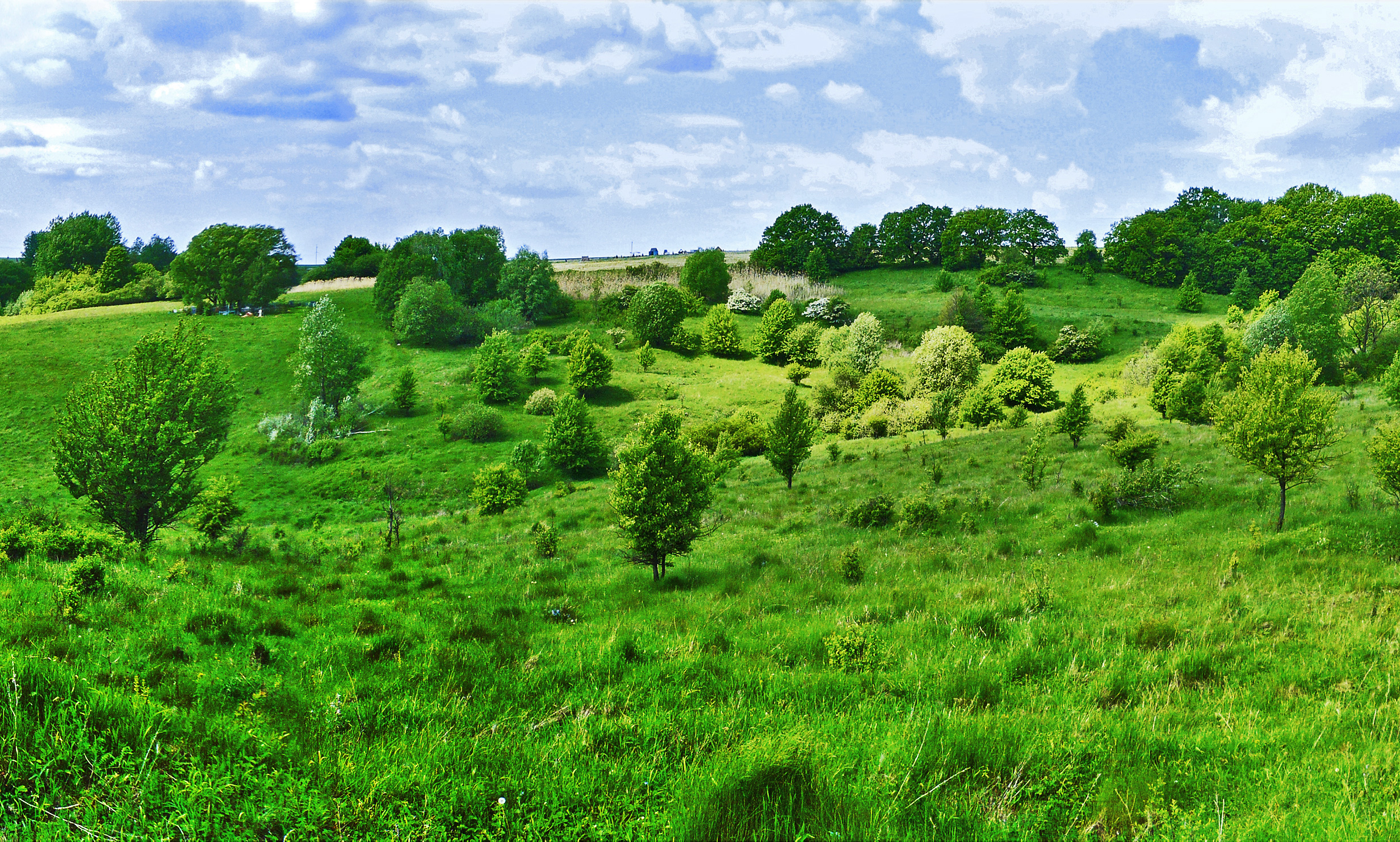
بالكا بيوسترايا، مستوطنة بيئية عائلية تُدعى "ينابيع كورين"، تقع في منطقة بيلغورود، روسيا.

مات زمليا (بالإنجليزية: Mat Zemlya)‏، هي أم الأرض وربما تكون أقدم إله في الأساطير السلافية. وتسمى أيضا ماتي سيرا زيمليا بمعنى أم الأرض الرطبة. اندمجت لاحقا مع موكوش.